# Zip2
Zip2 è stata un'azienda che forniva e concedeva in licenza ai giornali software di guide online delle città. L'azienda venne fondata a Palo Alto, California, come Global Link Information Network nel 1995, dai fratelli Elon e Kimbal Musk e il loro socio Greg Kouri. Inizialmente, Global Link forniva alle imprese locali una presenza su Internet, ma in seguito iniziò ad assistere i giornali nella progettazione di guide cittadine online prima di essere acquistata da Compaq Computer nel 1999.

## Storia
Global Link Information Network venne fondata nel 1995 dai fratelli Elon e Kimbal Musk e dal loro socio Greg Kouri con il denaro raccolto da un piccolo gruppo di investitori, più 6.000 $ apportatati da Kouri. Nella biografia di Elon Musk di Ashlee Vance, si sostiene che il padre dei Musk, Errol Musk, avesse fornito loro 28.000 dollari durante questo periodo, ma Elon Musk in seguito lo ha negato. In seguito ha affermato che suo padre diede loro circa il 10% di $ 200.000 come parte di un successivo finanziamento.
Inizialmente, Global Link forniva alle aziende locali una presenza su Internet collegando i loro servizi agli utenti e fornendo indicazioni stradali. Elon Musk combinò un database Navteq gratuito con un database aziendale di Palo Alto per creare il primo sistema.
Nel 1996, Global Link ricevette 3 milioni di dollari di investimenti da Mohr Davidow Ventures e cambiò ufficialmente la ragione sociale in Zip2. Davidow Ventures modificò la strategia fondamentale di Zip2 passando da vendite localizzate dirette a vendite aziendali per vendere pacchetti software ai giornali per creare le proprie directory. Elon Musk venne nominato Chief Technology Officer e Rich Sorkin divenne Chief Executive Officer. Zip2 registrò il marchio "We Power the Press" come slogan ufficiale e continuò a crescere. Strinse accordi con il New York Times, Knight Ridder e Hearst Corporation e la sua collaborazione con i giornali lo rese una componente importante della "risposta dell'industria dei giornali statunitensi all'industria delle guide urbane online", secondo Editor & Publisher.
Nel 1998, l'azienda collaborava con circa 160 giornali per sviluppare guide delle città, a livello locale o su vasta scala. Secondo il presidente e fondatore Elon Musk, venti di quei giornali portarono alla compilazione di guide della città su larga scala. Il New York Times riferì che Zip2 aveva fornito ai giornali una directory online, un calendario e un'e-mail insieme alla sua offerta principale.

## Prodotto
Zip2 consentiva la comunicazione bidirezionale tra utenti e inserzionisti. Gli utenti potevano inviare messaggi agli inserzionisti e far sì che il messaggio venisse inoltrato al proprio fax. Allo stesso modo, gli inserzionisti potevano inviare fax agli utenti e questi potevano visualizzare i fax utilizzando URL specifici.
Un prodotto Zip2 venne chiamato "Auto Guide" e collegava gli utenti dei giornali online con la concessionaria locale o i venditori di auto per feste private.

## Tentativi di fusione e acquisizione
Nell'aprile 1998, Zip2 tentò di fondersi con CitySearch, il suo principale concorrente. Mentre Musk inizialmente sosteneva la fusione, successivamente persuase il consiglio di amministrazione a non procedere. Secondo il New York Times, le due società "hanno citato le incompatibilità nelle culture e nella tecnologia" come motivo del fallimento della fusione.
Nel febbraio 1999, Compaq Computer pagò la somma di 305 milioni di dollari per acquisire Zip2. Elon e Kimbal Musk, i fondatori originari, guadagnarono rispettivamente 22 e 15 milioni di dollari. La società venne acquistata per potenziare il motore di ricerca web AltaVista di Compaq.